# Jelles de Lecat
Jelles de Lecat o Lescat o Jelle Lecat, noto anche con i soprannomi Yallahs, Yellahs o Yellows (... – dopo il 1674) è stato un pirata olandese, attivo come corsaro e pirata nel Mar dei Caribi tra il 1668 e il 1674.

## Biografia
Quasi niente si sa delle origini di Jelles de Lecat. Si ritiene che fosse nato col nome di Jelle de Kat in Frisia, a metà del XVII secolo.
Nel 1668 il bucaniere olandese Roc Brasiliano fece ritorno ai Caraibi per riprendere l'attività di pirata, che aveva dovuto interrompere dopo essere stato temporaneamente imprigionato dagli spagnoli. Il bucaniere francese l'Olonese gli assegnò un brigantino, col quale Brasiliano compì una scorreria attorno Cartagena, durante la quale catturò una seconda nave spagnola. Brasiliano tenne per sé la nuova nave e assegnò il brigantino dell'Olonese al comando di Jelles de Lecat, che fino a quel momento era stato il suo primo ufficiale.
Nel 1669 Brasiliano e Jelles de Lecat si allearono con il pirata inglese Joseph Bradley per attaccare il porto di Campeche, ma furono scacciati da una flottiglia spagnola, che fece affondare la nave di Brasiliano, il quale fu salvato dal suo ex-primo ufficiale. Successivamente Lecat, detto Yellows, compì altre scorrerie, alleato con i bucanieri Jan Reyning e Francis Whiterborn. Nel 1670 Yellows, Brasiliano, Reyning e Bradley si unirono alla spedizione organizzata dal bucaniere inglese Henry Morgan per saccheggiare la ricca colonia spagnola di Panama, impresa che si risolse in un successo. Ma Yellows e Reyning abbandonarono il sodalizio a causa di dissapori con Morgan riguardo alla spartizione del bottino, tanto da non fare neppure ritorno alla base dei bucanieri in Giamaica.
Dopo altre scorrerie ai danni degli spagnoli di Cuba, Yellows e Reyning cambiarono improvvisamente fazione, abbandonando i membri inglesi dei loro equipaggi su un'isola deserta e accettando una patente di corsa spagnola. I due presero di mira la colonia inglese di Honduras. Per i successivi anni Yellows continuò a corseggiare ai danni degli inglesi, i quali tentarono a più riprese di fermarlo, ingaggiando anche altri pirati perché lo catturassero. Si ritiene che lo stesso Jan Reyning fosse stato comprato per tradire Yellows e consegnarlo alla giustizia, ma che fu invece convinto dal pirata ad unirsi a lui. Nel 1674 il re inglese Carlo II redasse un atto di grazia specificamente per Yellows e un altro pirata, l'irlandese Philip Fitzgerald, ai quali veniva assicurato il perdono per tutti i crimini commessi, se avessero abbandonato la pirateria. Mentre è noto che Fitzgerald continuò la sua attività, quasi niente si sa della fine di Yellows.